# Jussecourt-Minecourt
Jussecourt-Minecourt ist eine französische Gemeinde im Département Marne in der Region Grand Est. Sie hat eine Fläche von 9,01 km² und 199 Einwohner (2022).
Durch das fast tischebene Gemeindegebiet fließt die Chée, ein Nebenfluss der Saulx.

## Geschichte
Im Jahr 1852 wurden die beiden Gemeinden Jussecourt und Minecourt zur neuen Gemeinde Jussecourt-Minecourt vereinigt.

## Bevölkerungsentwicklung
| Jahr                       | 1962 | 1968 | 1975 | 1982 | 1990 | 1999 | 2006 | 2008 | 2018 |
| -------------------------- | ---- | ---- | ---- | ---- | ---- | ---- | ---- | ---- | ---- |
| Einwohner                  | 232  | 235  | 209  | 175  | 174  | 194  | 199  | 201  | 206  |
| Quellen: Cassini und INSEE |      |      |      |      |      |      |      |      |      |

## Sehenswürdigkeiten
- Kirche Sainte-Menehould im Ortsteil Minecourt
- Kirche Saint-Laurent im Ortsteil Jussecourt

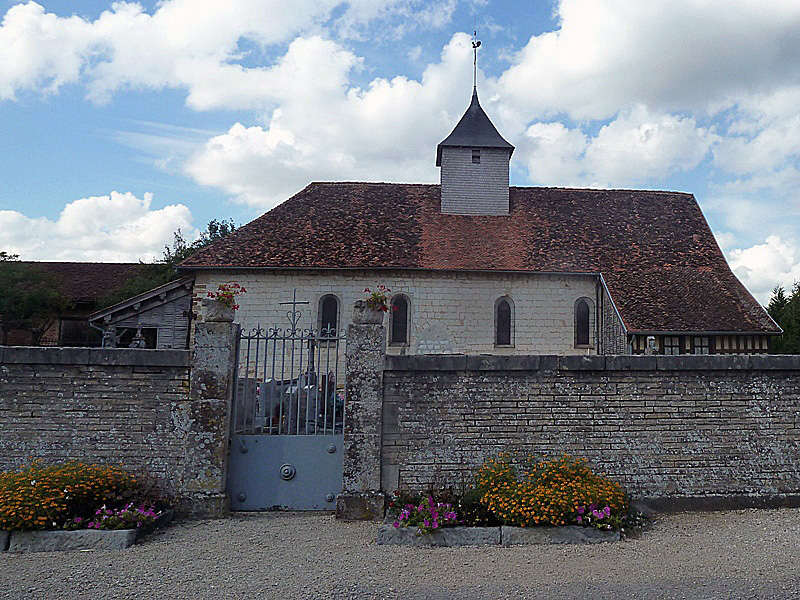
Kirche Sainte-Menehould